# 王夢弼 (嘉靖進士)
王夢弼（1506年—1561年），字惟肖，號傅岩，山西太原府代州人，明朝政治人物。

## 生平
嘉靖十年（1531年）辛卯科山西鄉試第二十九名舉人，十四年（1535年）中式乙未科會試第295名，三甲114名進士。十五年授山東掖縣知縣，十八年十一月選授兵科給事中，二十一年十二月升工科右給事中，二十二年七月升戶科左給事中，二十三年二月升刑科都給事中，二十五年三月升南京太常寺少卿。嘉靖三十一年十二月起升都察院右僉都御史、巡撫寧夏，三十三年十二月加升右副都御史，三十六年三月升兵部右侍郎、總督陝西三邊，三十八年致仕，四十年六月卒，賜祭葬。

## 家族
曾祖王儁，曾任府同知；祖父王翃，曾任義官；父王世忠，正德五年庚午科舉人，曾任知州。母董氏。慈侍下。